# Südindisches Schwert
Ein Südindisches Schwert  ist eine Waffe aus Indien.

## Beschreibung
Ein Südindisches Schwert hat eine gerade, zweischneidige Klinge. Die Klinge läuft vom Heft schmaler werdend zur Klingenmitte; von dort verbreitert sie sich zum Ort. Der Ort ist von beiden Schneidenseiten her schräg abgeschnitten. Das Parier besteht aus Metall und ist am unteren Ende mit zwei Schienen gearbeitet, die an dem oberen Teil der Klinge vernietet sind. Das Heft besteht im gesamten aus Metall. Der Knauf ist aus mehreren Metallscheiben aufgebaut und mit einer flachen Metallplatte abgeschlossen. Das Schwert wird von Kriegerkasten in Indien benutzt.